# Буковець (Бещадський повіт)
Буковець (пол. Bukowiec) —  колишнє бойківське село в Польщі, у гміні Літовищі Бещадського повіту Підкарпатського воєводства. Розташоване в Закерзонні, на кордоні Бещадського Національного Парку і Ландшафтного Парку Долини Сяну. Село покинуте, але, незважаючи на це, місцевість значиться як село в реєстрі TERYT. Підпорядковане солтиству Ступосяни.
У 1975-1998 роках село належало до Кросненського воєводства.

## Історія
Село було засноване в 1580 році на волоському праві і становило спочатку власність Кмітів. Було виселене Військом польським 2 червня 1946 року (в село Зелений Яр), територія віддана Польщі. Позостала забудова та інфраструктура були в 1956 році повністю розібрані. Останні залишки Буковця були в 1980-их роках знищені за допомогою вибухових речовин.

## Церква
Дерев'яна греко-католицька церква Богоявлення Господнього. Збудована 1910 року замість попередньої з 1824 р. У 1936 році налічувала 496 парохіян, належала до парохії в селі Беньова (парох — Тимчук Іван, 1886 р. н.) Турчанського деканату Перемишльської єпархії. Церква була спалена 2 червня 1946 р.

## Демографія
У 1880 році в селі проживало 250 мешканців, з них 200 греко-католиків, 5 римо-католиків і 45 юдеїв.
Дані з 1921: 355 греко-католиків і 9 юдеїв.
У 1939 році в селі проживало 600 мешканців, з них 580 українців-грекокатоликів, 10 поляків і 10 євреїв.
В 1943 році в Буковці проживало 529 осіб (у 124 житлових будинках).

## Постаті
- Ковальчук Володимир Михайлович (* 1941) — український хоровий диригент, майстер художнього оброблення шкіри, народний майстер декоративно-прикладного мистецтва.